# Il caimano del Piave
Il caimano del Piave è un film del 1951 diretto da Giorgio Bianchi.

## Trama

Gino Cervi e Frank Latimore in una scena

Terminati gli studi, Lucilla di Torrebruna torna a San Donà di Piave dove il padre, colonnello di cavalleria, sta per sposare in seconde nozze Helène. Vedendo il padre felice la ragazza sopporta l'ostilità della matrigna.
Scoppia la prima guerra mondiale e Franco, un compagno di studi di Lucilla, lascia Trieste per entrare in territorio italiano per arruolarsi nei bersaglieri ma a causa della disfatta di Caporetto gli austriaci occupano la cittadina di San Donà e la villa dei Torrebruna diventa sede del comando militare ed Helène rivela di essere una spia filo austriaca.
Il colonnello e Franco, diventato ufficiale degli Arditi, organizzano una rete di spionaggio a favore degli italiani e durante una di queste incursioni il colonnello rimane ferito ed è proprio Lucilla a prendere il suo posto. Viene catturata e condannata a morte, ma la cavalleria guidata da Franco riesce a salvarla in extremis.

## Produzione
Il film, a carattere patriottico, è ascrivibile al filone dei melodrammi sentimentali strappalacrime, molto in voga tra il pubblico italiano in quel periodo (poi ribattezzato dalla critica con il termine neorealismo d'appendice).

## Distribuzione
Il film venne distribuito nel circuito cinematografico italiano il 7 marzo del 1951.

## Accoglienza
Il film fu uno dei maggiori successi di pubblico di quell'anno in Italia: incassò 473.500.000 lire dell'epoca, risultando il settimo maggiore introito.